# Александровський сільський округ (Костанайський район)
Алекса́ндровський сільський округ (каз. Александров ауылдық округі, рос. Александровский сельский округ) — адміністративна одиниця у складі Костанайського району Костанайської області Казахстану. Адміністративний центр — село Александровка.
Населення — 2207 осіб (2021; 2743 у 2009, 2994 у 1999, 3658 у 1989).
Станом на 1989 рк існували Александровська сільська рада (села Александровка, Давиденовка, Жуковка) та Борисромановська сільська рада (селище Борисромановка). 2018 року Борис-Романовська сільська адміністрація перейменована в Павловську. 2019 року була ліквідована Павловська сільська адміністрація, територія увійшла до складу Александровського сільського округу.

## Склад
До складу округу входять такі населені пункти:
| Населений пункт         | Старі назви                     | Населення, осіб (1989) | Населення, осіб (1999) | Населення, осіб (2009) | Населення, осіб (2021) |
| ----------------------- | ------------------------------- | ---------------------- | ---------------------- | ---------------------- | ---------------------- |
| Александровка, село     | -                               | 1866                   | 1403                   | 1277                   | 1059                   |
| Єнбек, село             | Давиденовка                     | 547                    | 478                    | 490                    | 474                    |
| Жуковка, село           | -                               | 372                    | 355                    | 257                    | 220                    |
| імені І.Ф.Павлова, село | Борис-Романовка, Борисромановка | 873                    | 758                    | 719                    | 454                    |